# Reggie Miller
Reginald Wayne „Reggie” Miller (n. 24 august 1965, Riverside, California, SUA) este un fost jucător american profesionist de baschet care și-a petrecut toată cariera de 18 ani la clubul Indiana Pacers. Miller a fost cunoscut pentru precizia lui la trei puncte și indeosebi în situații tensionante, mai ales împotriva lui New York Knicks, pentru care a câștigat porecla de "Knick Killer". Când s-a retras, el a deținut recordul pentru cele mai multe aruncări de 3 puncte efectuate. Este în prezent al doilea de pe listă, în fața lui fiind Ray Allen. De 5 ori All-Star, Miller a condus liga de 5 ori la precizia aruncărilor libere și a câștigat o medalie de aur la Jocurile Olimpice de vară din 1996.
Pacers au retras numărul său: 31 în 2006 și a fost numit la echipa lor aniversară de 40 de ani, în 2007. În prezent, el lucrează ca un comentator NBA pentru TNT. Pe 7 septembrie 2012, Miller a fost inaugurat în Naismith Memorial Basketball Hall of Fame.

## Viața timpurie
Miller s-a născut în Riverside, California. S-a născut cu malformații la șold, care au provocat o incapacitate de a merge corect. După câțiva ani de purtat proteze pe ambele picioare, puterea piciorului a crescut suficient pentru a o compensa. Unul dintre cinci frați, el provine dintr-o familie atletică. Fratele lui Darrell este un fost jucător de Major League Baseball (Catcher pentru Angels California), sora lui Tammy a jucat volei la California State University, Fullerton, și sora lui mai mare Cheryl este un Hall of Fame din baschetul femeilor. Cheryl a fost un membru al echipei SUA. A avut o medalie câștigătoare cu echipa de baschet de la Olimpiadele din 1984 și este în prezent un analist la Turner Sport.